# Бендери II
Бендери ІІ — залізнична станція Придністровської залізниці, головний вокзал міста Бендери на неелектрифікованій лінії Бендери I — Ревака.

## Історія
Станція відкрита 1879 року під час прокладання залізниці Одеса — Кишинів.
В 2006 році на території станції Молдовська залізниця відкрила свою станцію — Бендери III. Ця станція є предметом суперечки між Придністровською та Молдовською залізницями. Придністровська залізниця вважає, що все розташоване за так званим вхідним світлофором, перебуває у її власності, але з іншого боку, станція Бендери III входить до складу села Варниця, яке підпорядковане уряду Республіки Молдова. Це вже вважається зоною безпеки, тому будь-які будівельні дії на цій дільниці мають бути узгоджені з об'єднаною контрольною комісією.

## Пасажирське сполучення
На станції зупиняються транзитні потяги далекого сполучення.
| Рух пасажирських потягів по станції Бендери ІІ |                 |                          |                      |
| №                                              | Маршрут         | Періодичність курсування | Залізниця формування |
| 642/641                                        | Кишинів — Одеса | Щоденно                  | Укрзалізниця         |

Приміське сполучення по станції Бандери ІІ не здійснюється.

## Галерея

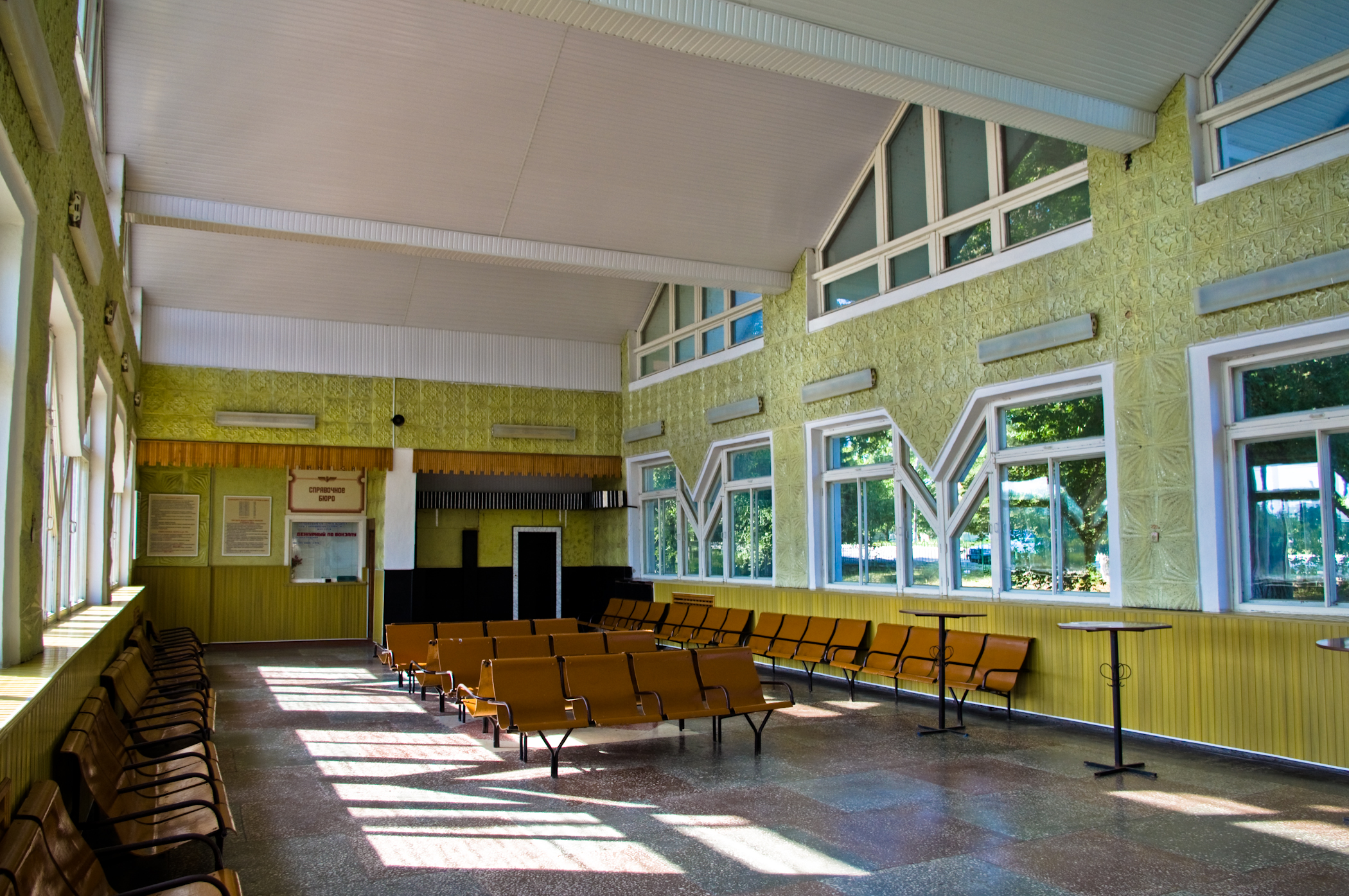
Зала очікування
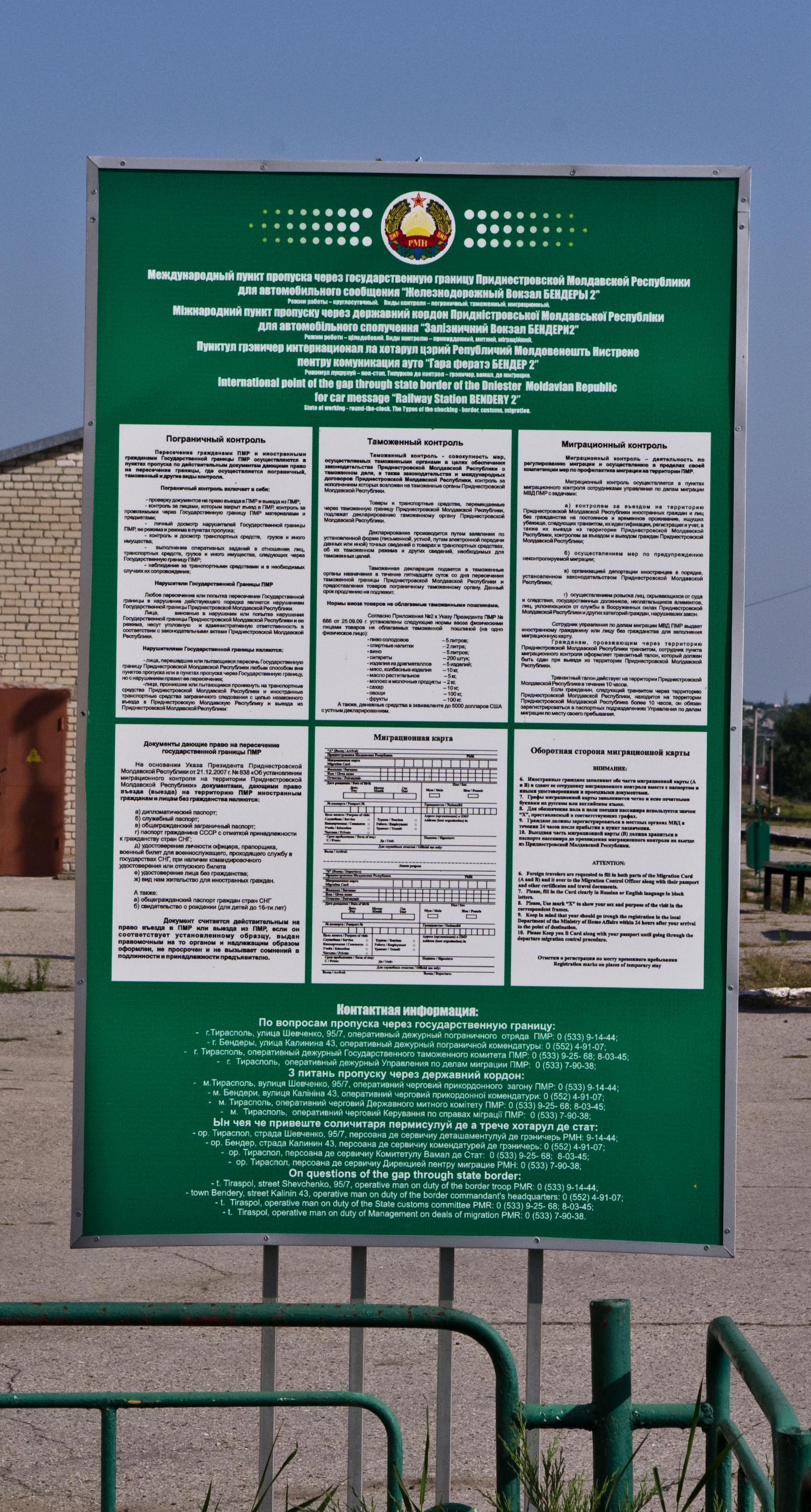
Інформація про пункт пропуску
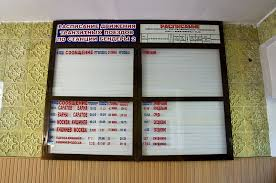
Розклад руху потягів